# متوکسالن
متوکسالن (انگلیسی: Methoxsalen) یا گزانتوتوکسین دارویی است که برای درمان پسوریازیس، اگزما، ویتیلیگو و برخی از لنفوم‌های پوستی، در رابطه با قرار گرفتن پوست در معرض نور UVA از لامپ یا نور خورشید استفاده می‌شود. متوکسالن با تغییر راه سلول‌های پوست با دریافت تابش UVA، باعث پاکسازی بیماری می‌شود. دوز آن ۱۰ میلی‌گرم قرص است که به مقدار ۳۰ میلی‌گرم در ۷۵ دقیقه قبل از پووا درمانی (پسورالن + UVA) درمانی است می‌رسد. به‌طور شیمیایی، متوکسالن متعلق به یک کلاس از مولکول‌های آلی طبیعی شناخته شده به عنوان فیورانوکاماریین‌ها است. آن‌ها از کومارین با فوران تشکیل شده‌اند. همچنین این دارو می‌تواند تزریق شود یا موضعی استفاده شود.